# Bill Stein
William Earl „Bill“ Stein (* 28. Mai 1899 in Two Harbors, Minnesota, USA; † 27. August 1983, ebenda), Spitzname: Red, war ein US-amerikanischer American-Football-Spieler. Er spielte für die Duluth Kelleys/Eskimos und die Chicago Cardinals in der National Football League (NFL).

## Spielerlaufbahn
Bill Stein unterschrieb im Jahr 1923 einen Profivertrag bei den Duluth Kelleys, die von Joey Sternaman trainiert wurden. 1926 schlossen sich die späteren Mitglieder in der Pro Football Hall of Fame John McNally, Ernie Nevers und Walt Kiesling der Mannschaft aus Duluth an, die noch in diesem Jahr in Duluth Eskimos umbenannt wurde. An der Erfolglosigkeit der Mannschaft änderte dies jedoch nichts. Nach einem weiteren Spieljahr mussten die Eskimos den Spielbetrieb einstellen. Stein gewann mit seiner Mannschaft lediglich 16 von 39 Spielen. Für die Saison 1928 schloss er sich den Chicago Cardinals an. Im Jahr 1929 konnten die Cardinals Ernie Nevers und den ehemaligen Mitspieler von Stein bei den Eskimos Russ Method unter Vertrag nehmen. Ein Titelgewinn gelang Stein aber auch mit der Mannschaft aus Chicago nicht. Er beendete nach diesem Spieljahr seine Spielerkarriere.

## Nach der Spielerlaufbahn
Bill Stein kehrte in seine Heimatstadt Two Harbors zurück. Er betrieb dort einen Club und ein Spirituosengeschäft. Im Jahr 1997 wurde er posthum in die Two Harbors High School Athletic Hall of Fame aufgenommen.

## Quelle
- Chuck Frederick: Leatherheads of the North. The true Story of Ernie Nevers & the Duluth Eskimos. X-communication, Duluth MN 2007, ISBN 978-1-887317-32-0.

| Personendaten    | Personendaten                               |
| ---------------- | ------------------------------------------- |
| NAME             | Stein, Bill                                 |
| ALTERNATIVNAMEN  | Stein, William Earl                         |
| KURZBESCHREIBUNG | US-amerikanischer American-Football-Spieler |
| GEBURTSDATUM     | 28. Mai 1899                                |
| GEBURTSORT       | Two Harbors, Minnesota, USA                 |
| STERBEDATUM      | 27. August 1983                             |
| STERBEORT        | Two Harbors, Minnesota, USA                 |